# Daniela Olkiewicz
Daniela (Danuta) Olkiewicz z domu Szwiling (ur. 26 września 1919, zm. 1 lutego 2020 w Ostrowie Wielkopolskim) – harcmistrz Związku Harcerstwa Polskiego. 
Danuta Szwiling z harcerstwem związana była od 1931, kiedy to przed hm. Zofią Pawłowską złożyła Przyrzeczenie Harcerskie. Dwa lata później jako zastępowa wzięła udział w Zlocie Wielkopolskiej Chorągwi Harcerek w Puszczykowie. W 1935 założyła drużynę harcerek w Ostrowskiej Szkole Handlowej, prowadziła ją przez trzy lata. W tym samym roku wzięła udział w Międzynarodowym Zlocie Harcerzy i Skautów w Spale.
Drużyna przekształciła się w 1945 w Hufiec Harcerek w Ostrowie Wielkopolskim (Szwiling została mianowana jego komendantką). Będąc komendantką ostrowskiego Hufca Harcerek, z racji miejsca pracy pedagogicznej w Łęce Opatowskiej, od 1946 Danuta Olkiewicz została jednocześnie mianowana Komendantką Kępińskiego oraz Ostrzeszowskiego Hufca Harcerek. Komendantką tych trzech Hufców była do 1948.
Danuta Olkiewicz działała w Komisji Historycznej Ostrowskiego Hufca ZHP (której była współtwórczynią) oraz Kręgu Szarych Szeregów.
Za swoją działalność harcerską uhonorowana szeregiem odznaczeń harcerskich i państwowych, w tym Krzyżem Kawalerskim Orderu Odrodzenia Polski oraz Złotym Krzyżem „Za Zasługi dla ZHP”, odznaką Przyjaciel Dziecka, Odznaką Zasłużony dla Chorągwi Kaliskiej, medalem za Zasługi dla Rozwoju Miasta Ostrowa Wielkopolskiego i Odznaką Seniora ZHP.
Zmarła 1 lutego 2020 w Ostrowie Wielkopolskim, w wieku 100 lat.